# ميللى ويلسون
ميللى ويلسون (بالإنجليزية: Millie Wilson)‏ هي فنانة أمريكية، ولدت في 1948 في هت سبرينغز في الولايات المتحدة.